# Реформация (партия)
Реформация (фин. Korjausliike; дословно с финского языка — Ремонтная мастерская или Ремонт) — политическая партия Финляндии, придерживающаяся националистических принципов, правоцентризма, консерватизма и мягкого евроскептицизма. Среди задач — снижение уровня налогообложения, контроль иммиграции и защита интересов финнов в политике по отношению к Евросоюзу. До 2022 года имела название Синее будущее (фин. Sininen tulevaisuus, швед. Blå framtid). Распущена в 2023 году.

## История
Была основана 19 июня 2017 года после раскола партии «Истинные финны». Все министры и часть депутатов Эдускунты от «Истинных финнов» покинули партию после того, как её председателем был избран Юсси Халла-ахо, сторонник ужесточения финской иммиграционной политики. Отсоединившиеся депутаты образовали парламентскую фракцию «Новая альтернатива».
15 ноября 2017 года партия была внесена в государственный партийный реестр как собравшая и вручившая 16 октября 2017 года в Министерство юстиции Финляндии 5 тысяч подписей в свою поддержку.
Первый съезд партии прошёл 16 декабря 2017 года в Тампере. Председателем партии был избран министр европейского развития, культуры и спорта Сампо Терхо.
После поражения на парламентских выборах 2019 года, когда партия лишась всех мест в Эдускунте, правление и партсовет обсуждают дальнейшие перспективы партии.
Участвовала в выборах в парламент 2023 года. Выдвинула единый список по округу Хельсинки вместе с партией Центра и Христианскими демократами.
Распущена в 2023 году, не сумев попасть в парламент вторые выборы подряд.